# Foss (gato)

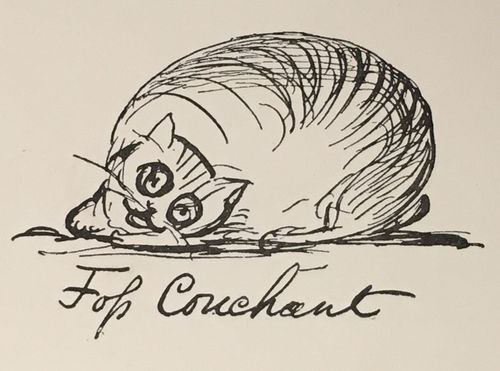
Foss Couchant, dibujo de Lear.

Foss (c. 1873 - noviembre de 1887), formalmente llamado Aderphos, fue el gato mascota del pintor y escritor británico Edward Lear. Aunque el autor lo describió como de "cola rechoncha, corpulento y poco atractivo", el gato atigrado era su mascota favorita y jugó un papel importante como compañero del poeta, particularmente en sus últimos solitarios años. Foss fue mencionado con frecuencia en su correspondencia y también fue parte de sus ilustraciones. Además, el poeta le dedicó al menos un poema. También se dice que fue la inspiración para su obra The Owl and the Pussycat. Se dice que el funeral que le proporcionó Lear, incluyendo una lápida grabada, fue mucho más elaborado que el del mismo artista.

## Fondo

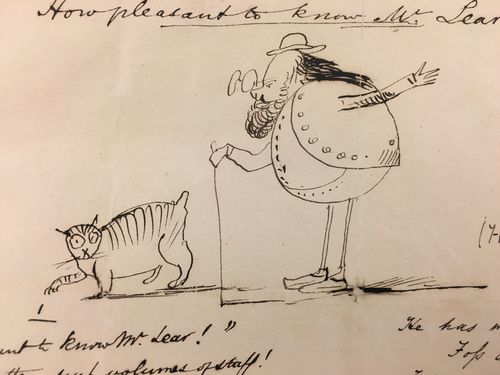
Foss y Lear en una carta al archidiácono William Bevan (1879).

Foss fue adoptado por Lear cuando era un gatito en 1873, aunque luego afirmó que era mayor. Su nombre completo era Aderphos (del griego "adelphos", hermano), pero su apodo se redujo a "Foss", más tarde también "Old Foss". El propio Lear describió al gato como poco atractivo. Los sirvientes del pintor le habían cortado la cola, siguiendo la errónea creencia popular de que así no saldría a callejear. No hay fotografías del gato. En el único intento de fotografiarlo, saltó en el último momento de los brazos de Lear. 
Lear apreciaba mucho a Foss y parecía ser su mascota favorita. Lo mencionaba con frecuencia en su correspondencia y Foss era bien conocido entre los lectores de sus cartas. Además, se dice que a menudo rodaba sobre los manuscritos de Lear para que se secaran más rápidamente. Según varias fuentes, cuando Lear se mudó en San Remo, le encargó al arquitecto que construyera su villa siguiendo el mismo plano que su antigua casa, para que Foss no se confundiera. A pesar de ello, el gato se subió a una de las chimeneas el primer día en su nuevo hogar.

## Influencia

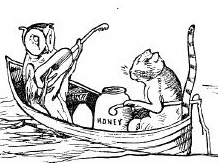
Ilustración de The Owl and the Pussycat (El búho y el minino).

Se dice que Foss fue el modelo para el dibujo de Lear del poema The Owl and the Pussycat. Lear, sin embargo, eligió representar la cola entera. Foss también es mencionado por su nombre en el poema How Pleasant to Know Mr Lear.
También hay numerosos dibujos de Lear que muestran a Foss. Entre ellos hay algunos que representan a ambos juntos, así como una serie de dibujos que representan a Foss como un animal heráldico en varias poses: couchant, passant, rampant, y las más fantasiosas dansant y a untin. El The New York Times calificó los dibujos de Foss de Lear como sus mejores caricaturas.

## Muerte

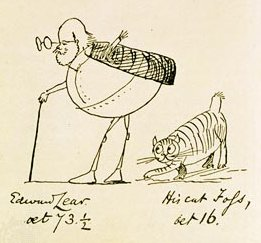
Edward Lear de 73 años y medio y su gato Foss, de 16 años (1885).

Como Lear sufría de depresión y soledad en sus últimos años, Foss fue un compañero fiel para él. Foss murió en la villa Tennyson en San Remo en noviembre de 1887, solo dos meses antes de la muerte del propio Lear. La edad de Foss podría haber sido 14, 16 o 17 años, aunque Lear estaba convencido de que su gato debía ser mucho mayor, y en la lápida se grabó la edad de 31 años. De hecho, hay algunos dibujos de Lear anteriores a 1872 que muestran un gato parecido, siendo probable que, a sabiendas o no, combinara su gato imaginario con el verdadero Foss. 

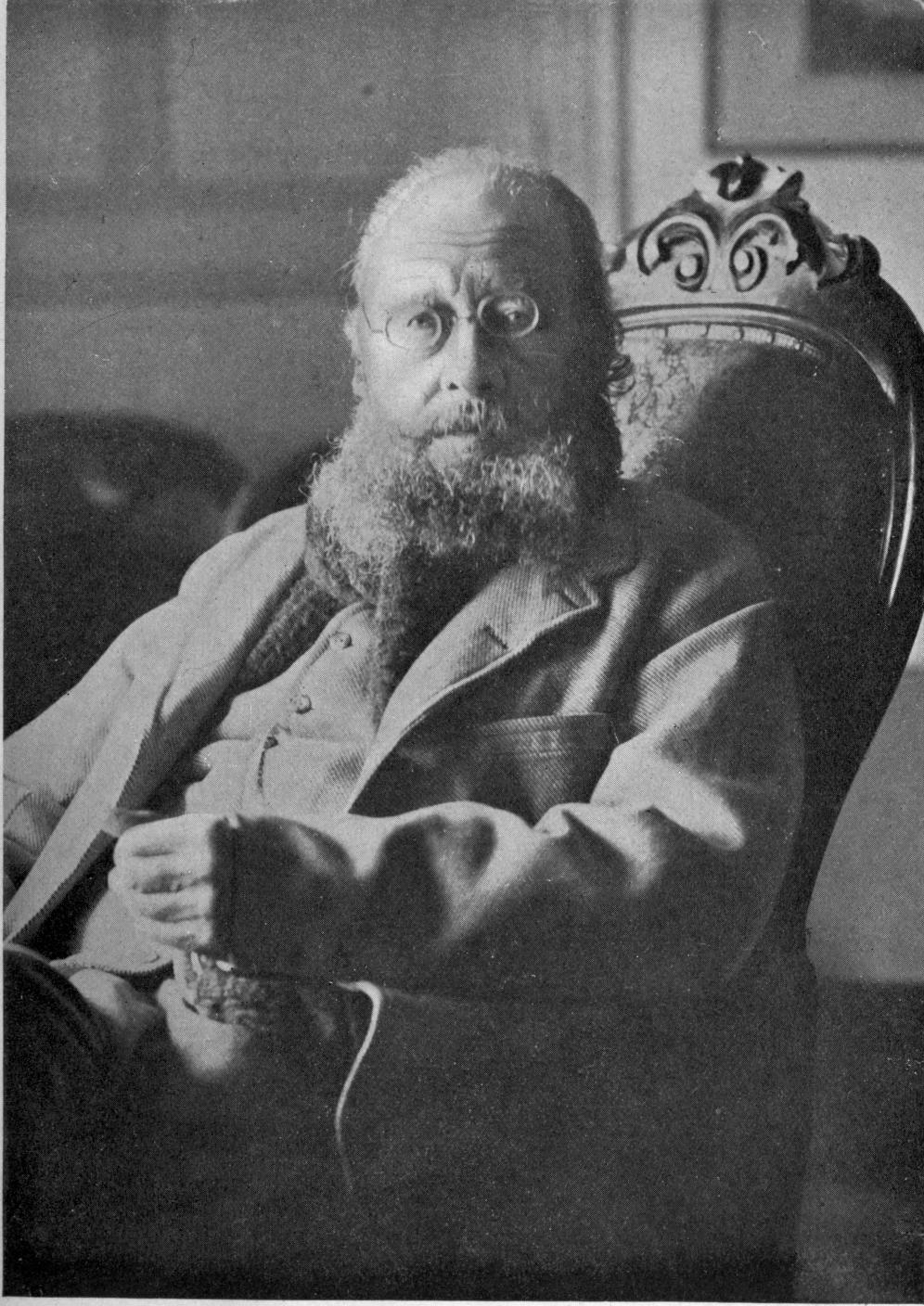
Lear en 1887, meses antes de su muerte. Tiene el brazo doblado mientras sostenía a su gato Foss, que saltó de su regazo en el último momento y no salió en la foto.

Foss fue enterrado bajo su propia lápida, con un epitafio compuesto por Lear, debajo de una higuera en el jardín de Villa Tennyson. Se dice que el funeral de Foss se llevó a cabo con mayor pompa y ceremonia que el de su dueño, al que asistieron pocos. Un año después de la muerte del autor, la villa fue vendida y demolida, levantándose en su lugar otro hotel. La tumba de Foss probablemente quedó debajo de los cimientos de la piscina del complejo.